# Lattoferrina
La lattoferrina, conosciuta anche come lattotransferrina è una proteina globulare multifunzionale con attività antimicrobica, sia battericida che fungicida.
La lattoferrina appartiene alla famiglia delle transferrine e possiede una massa molecolare di 80 KDa, con due siti di legame per lo ione ferrico (Fe3+), similmente alla stessa transferrina. La lattoferrina non è mai satura di ferro e il suo contenuto ferrico varia.
Si trova soprattutto nel latte ed è anche presente in molte secrezioni mucose come le lacrime e la saliva, nei granuli dei neutrofili e inoltre protegge i neonati da infezioni all'apparato gastrointestinale. L'attività antimicrobica della lattoferrina è correlata alla sua affinità per il Fe3+ (quindi la sua elevata capacità di competere allo stato libero con i microrganismi ferro-dipendenti), e all'azione diretta sulla membrana esterna dei batteri Gram negativi, i quali per sopravvivere necessitano di ioni ferro.
Nell'organismo la lattoferrina è contenuta nei granulociti neutrofili. Nell'uomo il gene che codifica per la lattoferrina è situato sul cromosoma 3 con localizzazione 3q21-q23.

## Effetti
La combinazione della lattoferrina con lo ione ferrico nelle secrezioni mucose modula l'attività e le capacità aggregative dei batteri e dei virus verso le membrane cellulari. Questo perché alcuni batteri richiedono ferro per poter effettuare la replicazione cellulare e la lattoferrina lo sottrae dall'ambiente circostante, impedendone la proliferazione dei batteri. Tuttavia batteri come Escherichia coli possiedono chelanti del ferro che permettono a questi microrganismi di procurarselo anche in presenza di lattoferrina.
Il potere fungicida e battericida della lattoferrina, della transferrina e della ovotransferrina in vitro dipende dalla concentrazione di sale. Nel normale latte fresco è inattiva. È stato brevettato un procedimento non termico di deionizzazione industriale del latte (calcio, sodio, potassio) che attiva la lattoferrina e permette di evitare la pastorizzazione con relativa perdita di valori nutrizionali.
Inoltre la lattoferrina possiede un'attività battericida ferro-indipendente, essendo in grado di attaccare e lisare la membrana batterica sfruttando l'affinità dei propri domini cationici nei confronti della membrana batterica (carica negativamente) che, in combinazione con l'enzima lisozima in grado di scindere i legami β1-4 glicosidici del peptidoglicano, causa la morte del batterio per citolisi.
Essendo una forma bio-inattivata, non è necessario introdurre nella propria dieta grandi quantità di latte per assimilare maggiori quantità di lattoferrina.